# Krater Gweni-Fada
Krater Gweni-Fada – liczący ok. 14 km średnicy złożony krater uderzeniowy, znajdujący się w odległości ok. 30 km na północny wschód od miejscowości Fada (region Ennedi) w północnym Czadzie.

## Położenie
Krater znajduje się ok. 30 km na północny wschód od miejscowości Fada w regionie Ennedi w północnym Czadzie. 

## Historia
Krater został zauważony przez francuskich badaczy na zdjęciach satelitarnych, uzyskanych w wyniku programu Landsat. Istnienie tej struktury geologicznej potwierdziły również zdjęcia lotnicze, wykonane przez francuski instytut geograficzny Institut national de l'information géographique et forestière.

## Opis
Według szacunków z lat 90. XX wieku, krater ma całkowitą minimalną średnicę ok. 14 km, jednak nowsze badania wykazały, że średnica krateru może wynosić nawet 22–23 km. Jego kształt jest asymetryczny – jest nieco szerszy na osi północny zachód południowy wschód a koordynaty jego środka to 17°25′N 21°45′E. 
Krater znajduje się na podłożu piaskowcowym prawdopodobnie z późnego dewonu. Jego część środkową otacza, na ok. dwóch trzecich jej obwodu, wgłębienie (ang. broad depression) o wyraźnie zarysowanej granicy zewnętrznej z wapieni. Szerokość tego obniżenia szacowana jest na 2–3 km. Od północy krater otacza wywyższony pierścień zewnętrzny z piaskowców opadających na zewnątrz, od południa piaskowce są sfałdowane lub „przechylone”. Szerokość pierścienia zewnętrznego szacowana jest na ok. 5 km. Środek krateru – o średnicy szacowanej na ok. 9 km – tworzy teren pofałdowany ze wzniesieniami sięgającymi kilkuset metrów wysokości, które mogą być pozostałościami po wypiętrzeniu w centrum. W części środkowej karteru nie stwierdzono impaktytów, lecz w kwarcowych ziarenkach piaskowca zaobserwowano cechy deformacji planarnych (ang. planar deformation features, PDF). 
Krater zaliczany jest pod względem morfologicznym do kraterów złożonych. Jego wiek szacowany jest na < 345 Ma.